# 박예슬
박예슬(1987년 6월 23일 ~ )은 대한민국의 영화 배우이다. 과거 박혜원이라는 예명으로 활동하였다.

## 학력
- 숙명여자고등학교
- 건국대학교 영화예술학

## 출연작

### 영화
- 2006년 《다세포 소녀》... 반장 소녀 역
- 2013년 《감기》... 병원의사 역
- 2020년 《정직한 후보》... 병원 리포터 역

### 드라마
- 2007년 MBC 《나쁜여자 착한여자》
- 2007년 MBC 《개와 늑대의 시간》... 고명재 역
- 2009년 KBS1 《집으로 가는 길》... 유지수 역

### 예능
- MBC 《신비한 TV 서프라이즈》 MC
- SBS 《인기가요》 MC